# Frederick Thomas Pelham
Frederick Thomas Pelham (2 agosto 1808 – Hove, 21 giugno 1861) è stato un ammiraglio britannico.

## Biografia
Era il figlio di Thomas Pelham, II conte di Chichester, e di sua moglie, Lady Mary Henrietta Juliana Osborne.

## Carriera
Nel 1823 entrò nella marina militare. Servì come guardiamarina sulla HMS Sybille nel Mediterraneo, è stato promosso a tenente nel 1830 prima di servire sulla HMS Ferret fino alla promozione a comandante il 21 settembre 1835.
Ha poi servito sulla HMS Castor prima di ricevere il suo primo comando, HMS Tweed (1837-1838). Fu promosso a capitano il 3 luglio 1840. Ha poi comandato HMS Odin (1847-1850).
Su suggerimento di Sir Hyde Parker, ha servito come segretario privato del primo Lord dell'Ammiragliato, il duca di Northumberland (marzo-dicembre 1852), lavorando contro un governo desideroso di mantenere basse le spese per la difesa, contro la politica di suo fratello e contro il segretario politico Stafford O'Brien. Prese parte alla campagna nel Baltico 1854 sulla nave ammiraglia HMS Blenheim. Durante la costruzione del HMS Exmouth fu nominato suo comandante, ma venne sostituito dal suo amico Richard Saunders Dundas, e prese parte alla seconda campagna Baltico come capitano della flotta. In quel ruolo ha diretto l'attacco a Sveaborg (08-10 agosto).
Sir Maurice Berkeley ha rifiutato di prendere Pelham nel Consiglio dell'Ammiragliato, nel dicembre 1856, a causa di suoi legami con Northumberland, ma vi entrò nel 1857 al posto di Berkeley.

## Matrimonio
Sposò, il 26 luglio 1841, Ellen Kate Mitchell (?-8 gennaio 1900), figlia di Rowland Mitchell. Ebbero tre figli:
- Constance Mary Kate Pelham (?-5 gennaio 1926);
- Beatrice Emily Julia Pelham (?-27 febbraio 1939);
- Frederick Sidney Pelham (25 ottobre 1854-19 ottobre 1931), sposò Louise Elizabeth Chads, non ebbero figli.

## Morte
Morì il 21 giugno 1861 a Hove. Fu sepolto nel Cimitero di Highgate.